# Rovinka
Rovinka (Hongaars:Csölle, Duits"Waltersdorf) is een Slowaakse gemeente in de regio Bratislava, en maakt deel uit van het district Senec.
Rovinka telt 1368 inwoners.
De gemeente had vooral een Duits en Hongaars karakter, pas na 1920, als het gebied van Hongarije aan Tsjecho-Slowakije wordt toegewezen komen de eerste Slowaken naar het dorp. Tegenwoordig vormen ze het gros van de bevolking, in 2011 verklaarden nog maar 78 personen te behoren tot de Hongaarse minderheid in Slowakije.
Bernolákovo · Blatné · Boldog · Čataj · Dunajská Lužná · Hamuliakovo · Hrubá Borša · Hrubý Šúr · Hurbanova Ves · Chorvátsky Grob · Igram · Ivanka pri Dunaji · Kalinkovo · Kaplna · Kostolná pri Dunaji · Kráľová pri Senci · Malinovo · Miloslavov · Most pri Bratislave · Nová Dedinka · Nový Svet · Reca · Rovinka · Senec · Tomášov · Tureň · Veľký Biel · Vlky · Zálesie